# Fondo de pantalla

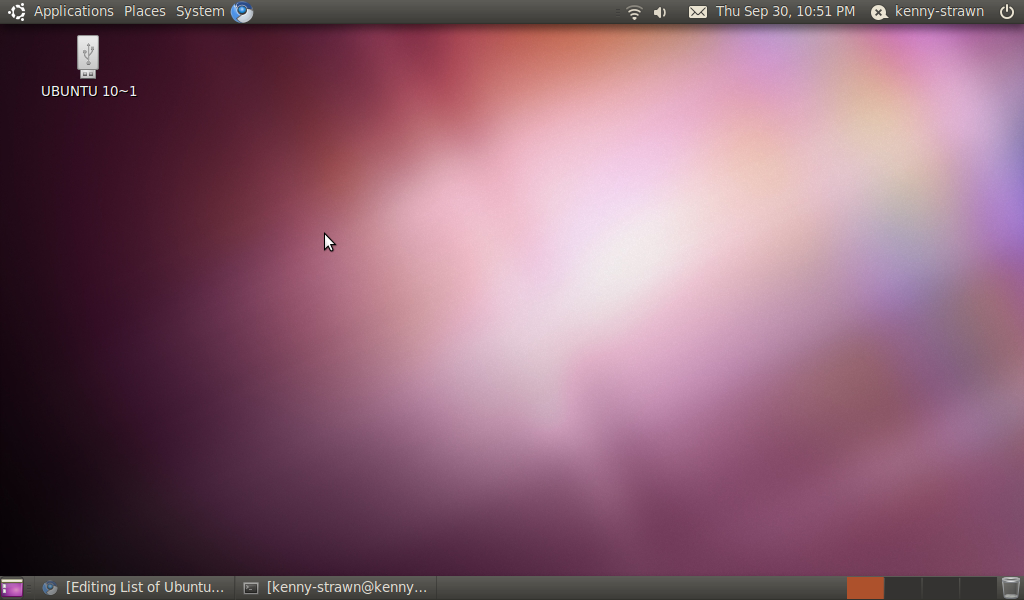
Un fondo de pantalla en Ubuntu.

El fondo de pantalla es en ordenadores personales, tabletas y dispositivos de comunicación, la imagen que se utiliza en el fondo de una interfaz gráfica de usuario en una pantalla de ordenador y un dispositivo móvil.

## Personalización
- En Windows 95, 98, Me y XP: Para cambiar el fondo de Escritorio en Windows 95, 98, Me y XP, se debe dar clic con el botón derecho del ratón sobre el escritorio, ir a propiedades, clic en la pestaña escritorio, seguido de esto: se elige el fondo que quieras y se le da Aplicar para ver una vista previa o Aceptar para confirmar los cambios.
- En Windows Vista y Windows 7: El procedimiento se debe dar clic con el botón derecho del ratón sobre el escritorio, dar clic en personalizar, elegir la pestaña Fondos de escritorio, en Ubicación de la imagen seleccionar Examinar para elegir el grupo de imágenes a usar como fondo, lo cual permite cambiar las imágenes .en un tiempo determinado, finalmente se da clic en "Guardar cambios".
- En Mac OS X: En el panel de preferencias Escritorio, puede elegir la imagen que se muestra en el escritorio. El Mac incluye decenas de fondos de escritorio que puede elegir, pero también puede usar sus propias imágenes o elegir un color sólido.
- En Windows 8, 8.1 y 10: Para cambiar el fondo de pantalla debes dar clic derecho sobre el escritorio, después clic en personalizar, luego clic en fondo. Ya estando en fondo, tenemos la opción de elegir una imagen, un color sólido o una presentación para nuestro fondo de pantalla. En la opción de imagen nos permite elegir una imagen guardada en nuestro ordenador, para elegir esta imagen se debe dar clic en examinar y nos abrirá nuestro explorador de archivos, ya ahí debemos elegir la ruta de destino de nuestra imagen. Por ejemplo: Este equipo > Pictures > Carpeta de Armando Hdez > Imagen_Paisaje. Una vez elegida la imagen damos clic en elegir imagen y al terminar estos pasos tendremos nuestro fondo seleccionado.

## Resolución
Generalmente se ajustan a la resolución de pantalla disponible: 800×600, 1024×768, 1280×1024 píxels, 1360x768 1920x1080 3840×2160 4096×2160 o se ajusta la imagen a la resolución de pantalla que tenga el computador o el dispositivo móvil.
Hay de varios colores y diseños para la computadora y el celular. Las resoluciones más utilizadas son en Hd y 4k. Hay muchísimas webs que ofrecen imágenes de paisajes, películas, música, etc.